# Melvin Bard
Melvin Michel Maxence Bard (ur. 6 listopada 2000 w Écully) – francuski piłkarz występujący na pozycji obrońcy we francuskim klubie OGC Nice oraz w reprezentacji Francji do lat 21. Wychowanek FCPA, w trakcie swojej kariery grał także w Olympique Lyon.